# ジュリオ・チェザーレ (戦艦)
| 竣工時の「ジュリオ・チェザーレ」。                     | |
| 艦歴                                                   | |
| 発注                                                   | |
| 起工                                                   | 1910年6月24日 |
| 進水                                                   | 1911年10月15日 |
| 就役                                                   | 1914年5月14日 |
| 除籍                                                   | 1955年10月29日触雷沈没。 |
| 性能諸元                                               | |
| 排水量                                                 | 基準：23,088トン 常備：25,086トン |
| 全長                                                   | 176.9m |
| 全幅                                                   | 28.0 m |
| 吃水                                                   | 9.46m |
| 機関                                                   | ブレキンデン式重油専焼水管缶8基とブレキンデン式石炭・重油混焼水管缶12基 +パーソンズ式直結タービン、低速型3基・高速型3基4軸推進 |
| 最大出力                                               | 31,000hp |
| 最大速力                                               | 21.5ノット |
| 航続性能                                               | 10ノット/4,800海里 |
| 燃料                                                   | 石炭：-トン 重油：-トン |
| 乗員                                                   | 1,000名 |
| 兵装                                                   | アームストロング 1909年型 30.5cm（46口径）三連装砲3基 +同連装砲2基 ヴィッカース 1909年型 12cm（50口径）単装速射砲18基 ヴィッカース 1908年型 7.6cm（50口径）単装速射砲13基 アンサルド 1897年型 7.6cm（40口径）単装速射砲6基 45cm水中魚雷発射管単装3基 |
| 装甲                                                   | 舷側：130～220～250mm（水線部）、170mm（水線下部）、110mm（艦首尾部） 甲板：80mm 主砲塔：280mm（前盾） 副砲：110mm（ケースメイト区画） バーベット部：280mm 司令塔：230mm（最厚部） |
| 写真は「ノヴォロシースク」時代のジュリオ・チェザーレ。 | |
| 艦歴                                                   | |
| 発注                                                   | |
| 起工                                                   | 1910年6月24日 |
| 進水                                                   | 1911年10月15日 |
| 就役                                                   | 1914年5月14日 |
| 除籍                                                   | 1955年10月29日触雷沈没。 |
| 性能諸元                                               | |
| 排水量                                                 | 基準：23,088トン 常備：25,086トン |
| 全長                                                   | 186.39m |
| 全幅                                                   | 28.0 m |
| 吃水                                                   | 10.4m |
| 機関                                                   | ヤーロー式重油専焼水管缶8基 +ブルッゾー式ギヤード・タービン2基2軸推進 |
| 最大出力                                               | 93,300hp |
| 最大速力                                               | 28.0ノット |
| 航続性能                                               | 20ノット/3,100海里 13ノット/6,400海里 |
| 燃料                                                   | 重油：2,555トン |
| 乗員                                                   | 1,261名（士官：61名、水兵1,200名） |
| 兵装                                                   | OTO 1934年型 32cm（43.8口径）三連装砲2基 +同連装砲2基 OTO 1933年型 12cm（50口径）連装速射砲6基 OTO 1928年型 10cm（47口径）連装高角砲4基 ブレダ 1932年型 3.7cm（54口径）連装機関砲4基 ブレダ 1931年型 13.2mm（75.7口径）連装機銃6基（1941年にブレダ 1935年型 20mm（65口径）連装機銃8基に換装） 「ノヴォロシースク」：1953年 OTO 1934年型 32cm（43.8口径）三連装砲2基 +同連装砲2基 OTO 1933年型 12cm（50口径）連装速射砲6基 OTO 1928年型 10cm（47口径）連装高角砲4基 70-K 1940年型 3.7cm（67口径）連装機関砲6基+同単装機関砲6基 |
| 装甲                                                   | 舷側：130～220～250mm（水線部）、170mm（水線下部） 甲板：135mm 主砲塔：280mm（前盾） 240mm（側盾） 220mm（後盾） 140mm（天蓋傾斜部） 110mm（天蓋水平部） 主砲バーベット部：280mm+50mm 装甲艦橋：260mm（最厚部） |

ジュリオ・チェザーレ、もしくはジュリオ・チェーザレ (Giulio Cesare) は、イタリア海軍が第一次世界大戦前に建造した戦艦。12インチ砲13門（三連装砲塔3基、連装砲塔2基）を搭載した弩級戦艦である。
コンテ・ディ・カブール級戦艦の2番艦。艦名は古代ローマの独裁官ガイウス・ユリウス・カエサルのイタリア語読みに由来する。
ワシントン海軍軍縮条約で、引き続き保有を許された。
戦間期に約4年半におよぶ大改装を実施し、高速戦艦へ生まれ変わった。
1940年6月にイタリア王国の参戦で地中海の戦いが始まったとき、本艦と姉妹艦カブールはイギリス地中海艦隊に対抗できる戦力であった。第二次世界大戦終結後、賠償艦としてソビエト連邦に譲渡され、ソ連海軍の戦艦ノヴォロシースク (Новороссийск) となった。1955年（昭和30年）10月29日、セヴァストーポリで事故により沈没した。

## 艦歴

### 建造

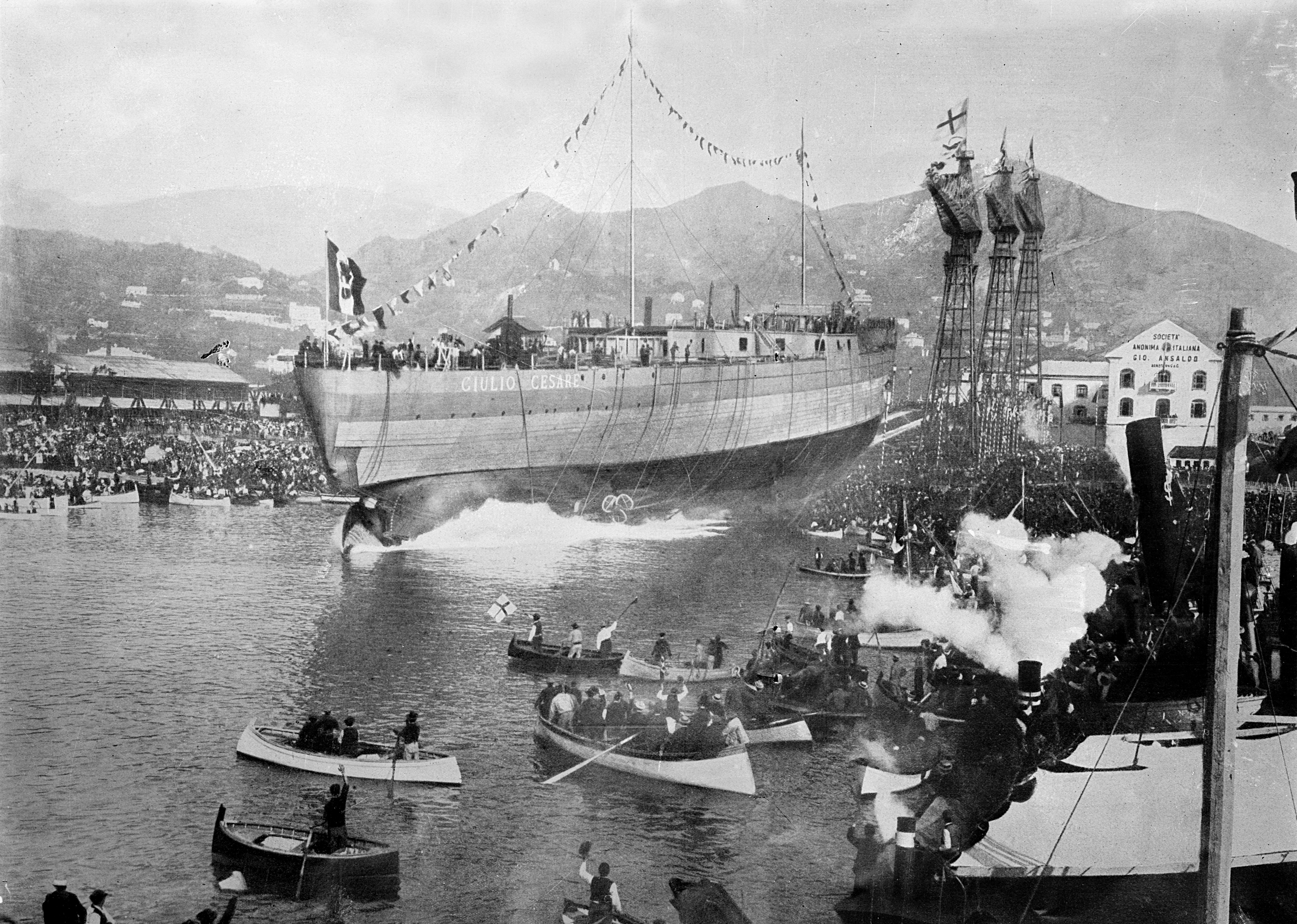
ジュリオ・チェザーレの進水式の写真。

コンテ・ディ・カブール級戦艦は3隻が建造された。ジュリオ・チェザーレはアンサルド社に発注されてジェノヴァ造船所で1910年（明治43年）6月24日に起工、1911年（明治44年）10月15日に進水した。1914年（大正3年）3月28日、主砲13門の斉射を行い、満足する結果を得た。5月14日、本艦は竣工した。これはネームシップのカブール（1915年4月1日）よりも早かった。

### 第一次世界大戦
1915年（大正6年）5月24日、イタリアは英仏陣営として第一次世界大戦に参戦した。
この日、本艦はターラント港で艦隊旗艦コンテ・ディ・カヴール、姉妹艦レオナルド・ダ・ヴィンチ、僚艦ダンテ・アリギエーリと共に第一戦隊に配備されていた。1916年（大正7年）8月2日、姉妹艦レオナルド・ダ・ヴィンチはターラント停泊中に火薬庫事故で爆沈した。その後、カブール級は第一次世界大戦中に大きな作戦に参加することもなく、もっぱらティレニア海とイオニア海の間で船団護衛任務かオトラント海峡封鎖任務に就いた。

### 第一次世界大戦後の状況

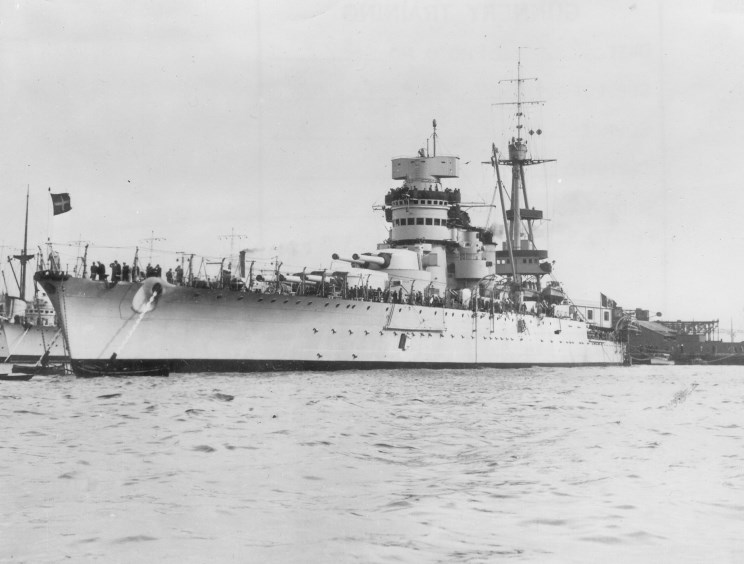
大改装後のジュリオ・チェザーレ

ワシントン会議の結果、1922年（大正11年）2月6日にワシントン海軍軍縮条約が締結された。カブール級は3隻とも保有を許された。だが爆沈した姉妹艦レオナルド・ダ・ヴィンチは、サルベージに成功していたものの1923年（大正12年）5月に売却されて解体された。
同年8月、スペイン国王アルフォンソ13世が弩級戦艦エスパーニャ級戦艦ハイメ1世に座乗してイタリアを訪問した時に、ティレニア海でジュリオ・チェザーレが護衛を行った。
1920年代後半にコンテ・ディ・カヴールとジュリオ・チェザーレは2隻とも近代化改装が行われ、不評であった三脚式の前檣は四脚式に改められて煙突の前に配置され、頂上部に射撃方位盤が設置された。また、艦橋の上部にフランス製の三段測距儀が装備された。その後は練習艦任務に配属された。ワシントン海軍軍縮条約に「イタリアは1931年以降に軍縮条約に基づいて廃棄すべき主力艦（ダンテ・アリギエーリもしくはジュリオ・チェーザレ級）のうち2隻を練習艦として保有することを許す。」という項目があったのである。
1930年代になるとヨーロッパで建艦競争が再燃する。フランス海軍はダンケルク級戦艦の建造を開始、イギリス海軍はクイーン・エリザベス級戦艦の大改装を実施した。イタリア王立海軍は新型35,000トン級戦艦の建造を開始すると共に、既存の旧式戦艦にも仮想敵国に対抗するための徹底的な近代化改装を実施した。
コンテ・ディ・カヴールは1933年（昭和8年）10月よりC.R.D.A社トリエステ造船所にて、ジュリオ・チェザーレも同年同月にティレニア海造船所ジェノヴァ工場にて近代化改修工事を実施した。コンテ・ディ・カヴールは1937年（昭和12年）6月1日に再就役、ジュリオ・チェザーレは4ヶ月遅れの同年10月1日に改装が終了したことにより、からくも仏海軍の新鋭戦艦ダンケルクの就役に間に合わせた。
ほかのイタリア戦艦も順番に大改装を実施した。

### 第二次世界大戦
イタリアが新世代戦艦の建造や、弩級戦艦の近代化大改装を実施中の1939年（昭和14年）9月1日、第二次世界大戦が勃発した。1940年（昭和15年）6月10日、イタリアは、イギリスとフランスに宣戦を布告した。
イギリス海軍は、アレキサンドリアを拠点とする地中海艦隊（司令長官アンドルー・ブラウン・カンニガム中将）に加えて、ジブラルタルを拠点とするH部隊（司令官ジェームズ・サマヴィル中将）を新編して対抗した。
対峙するイタリア側も、戦力的に万全とは言い難かった。イタリア参戦時点で新鋭戦艦は竣工したばかりで戦力にならず、カイオ・ドゥイリオ級戦艦2隻の改造も未了だったので、イタリア王立海軍で作戦行動可能な戦艦はジュリオ・チェザーレとコンテ・ディ・カヴールの2隻のみという事態に陥る。
同年、王国海軍における最も有望な提督として、イニーゴ・カンピオーニ中将が海軍の主力たる第1艦隊司令長官を命ぜられ、旗艦としてジュリオ・チェザーレに座乗した。
大戦初期の7月9日、イタリア陸軍のリビア戦線を支援する必要が生じた（北アフリカ戦線、地中海戦線）。このため、リビアのベンガジへと向けたイタリア軍輸送船団の護衛に、艦隊司令長官イニーゴ・カンピオーニ中将の座乗する旗艦コンテ・ディ・カヴールと、姉妹艦ジュリオ・チェザーレが出撃した。輸送は無事に成功したが、帰路に連合国軍艦隊（カニンガム提督）との海戦が生じた（英側呼称“カラブリア沖海戦”、イタリア側呼称“プンタ・スティーロ沖海戦”）
15時14分、巡洋艦部隊同士の交戦によりカラブリア沖海戦がはじまった。15時26分、地中海艦隊旗艦ウォースパイトはイタリア巡洋艦部隊に射撃を開始した。15時48分、コンテ・ディ・カブールとジュリオ・チェザーレは英戦艦ウォースパイトにむけて発砲を開始した。15時53分、ウォースパイトも距離23,700メートルで伊戦艦に対し砲撃を開始した。16時、ウォースパイトの13回目の斉射が距離21,000メートルでチェザーレをとらえた。38.1cm砲弾がジュリオ・チェザーレの機関部に命中、約100名の戦死者・負傷者を出す。火災も発生し、ボイラーの幾つかが使用不能になって速力は26ノットから18ノットへ低下した。イタリア戦艦が煙幕を展開してウォースパイトの視界を遮ったので、同艦はさらに4斉射をおこなったあと16時4分に射撃を中止、目標をイタリア巡洋艦へ変更する。このあと英戦艦マレーヤがウォースパイトに追いつき、伊戦艦2隻が煙幕に覆われる前に5回斉射したが、命中弾はなかった。英戦艦の視界からのがれたチェザーレは消火に成功、機関が6基まで復旧し速力24ノットを出せるようになった。イタリア艦隊は煙幕を展開して後退した。

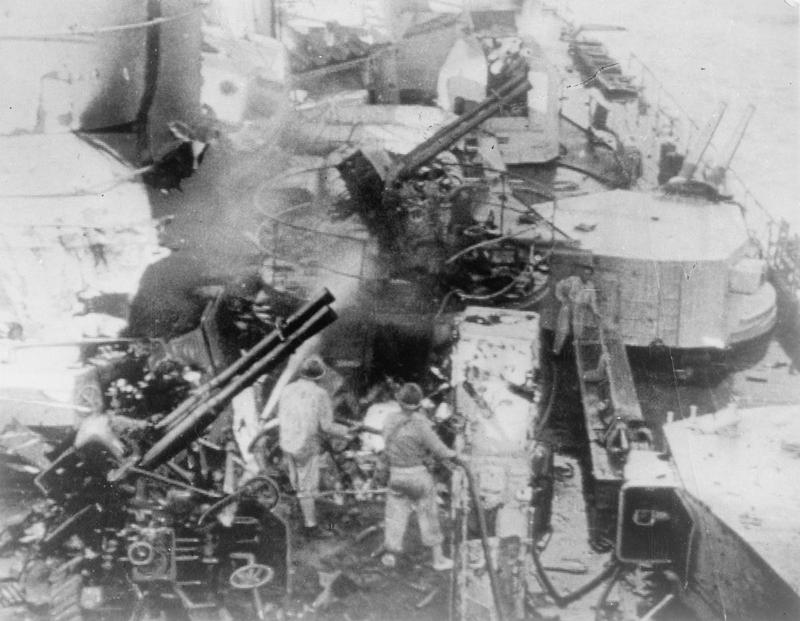
カラブリア沖海戦で損傷したジュリオ・チェザーレ

8月から10月にかけて、イギリス地中海艦隊はマルタ島への輸送作戦を実施し、イタリア艦隊は出撃しても交戦せずに退却した。この頃、地中海艦隊に新鋭空母が増強されたので、カニンガム提督は空母によるターラント奇襲を企図した。11月12日夜、英空母イラストリアスから発進したソードフィッシュが夜間奇襲攻撃を敢行する（タラント空襲）。
わずか20機程度の複葉艦上攻撃機により、ターラントに停泊していたイタリア海軍の主力戦艦6隻のうち、3隻が大破着底した。このうちコンテ・ディ・カヴールは、終戦まで戦線に復帰できなかった。
一方、ジュリオ・チェザーレは無傷であった。この空襲によりイタリア艦隊の戦艦戦力は、高速戦艦ジュリオ・チェザーレと、新鋭戦艦ヴィットリオ・ヴェネトに減少した。間もなく近代化改装を終えた戦艦アンドレア・ドーリアが訓練を終え、戦線に復帰する。これによりイタリアの戦艦戦力は3隻となった。
11月中旬、ジブラルタルを拠点に行動するイギリス海軍のH部隊は、マルタ島への戦闘機輸送作戦を開始した（ホワイト作戦）。ヴィットリオ・ベネトやジュリオ・チェザーレを含むイタリア艦隊は迎撃のために出動した。続いてイギリス側のMB9作戦に呼応し、再びイタリア戦艦2隻や巡洋艦戦隊が出撃した。11月27日、イタリア艦隊とH部隊の間でスパルティヴェント岬沖海戦が生起した。イギリス側には空母アーク・ロイヤルがおり、同艦が参戦するまえに海戦は終了した。 
1941年（昭和16年）1月9日、ナポリ港に停泊していたジュリオ・チェザーレはイギリス空軍の空襲に遭い、爆弾3発の命中を受けて機関にダメージを受け、乗員20名が負傷した。ラ・スペツィアに移動して修理をおこなう。2月9日、H部隊がジェノヴァ軍港を砲撃したので、イタリア戦艦（ヴェネト、チェザーレ）も迎撃のため出撃した（グロッグ作戦）。
1941年後半になると、イタリアの戦艦戦力はリットーリオ、アンドレア・ドーリア、カイオ・ドゥイリオ、ジュリオ・チェザーレの4隻体制となり、戦力的に拮抗を得た。さらに11月から12月にかけてイギリス海軍の大型艦が次々に失われ、地中海に空母がいなくなった。
イタリア戦艦は燃料を工面してイオニア海で行動した。北アフリカのトブルクでは激戦が続いており、イタリア軍はシルテ湾に輸送船団をおくりこむ。イアキーノ提督が率いるイタリア戦艦部隊は間接掩護のために出撃したが、12月14日にメッシーナ海峡で英潜水艦アージの雷撃で戦艦ヴィットリオ・ヴェネトが損傷し、退却した。イタリア戦艦3隻は再び出撃し、17日夕刻にイギリス巡洋艦部隊と交戦した。イタリア艦隊は圧倒的に優勢だったが、決定的勝利を掴めなかった。
1942年（昭和17年）に入ると燃料事情は悪化の一途を辿り、イタリア艦隊の中で大型艦の行動は大きく制限を受けた。このため、イタリア艦隊の行動指針として燃料と人員を小型艦や新戦艦へ回し、アンドレア・ドーリアとカイオ・ドゥイリオは、乗員の数を戦時の維持としては必要最小限にとどめ、軍港の対空防御や練習艦任務に徹した。一方、ジュリオ・チェザーレは「艦内の隔壁配置に問題がある」という判断から、12月に解役されてアドリア海のポーラ軍港で練習艦兼宿泊艦任務に就いた。
1943年（昭和18年）7月10日、連合軍はハスキー作戦を発動してシチリア島に上陸作戦を敢行した。イタリア艦隊は出撃せず、作戦に参加していたウォースパイトでは乗組員が落胆していた。
9月8日、イタリアは降伏した。降伏時、イタリア海軍は戦艦6隻を保有していた。本艦は残っていた僅かな乗員によりタラント軍港まで回航し、そこで乗員と物資の補給を受け、マルタ島へと航海して現地で武装解除を受けた。ジュリオ・チェザーレを出迎えたのは、本艦に直撃弾を与えたウォースパイトであった。マルタ島に集められたイタリア艦隊は1944年（昭和19年）6月まで現地で抑留を受け、この中でジュリオ・チェザーレを含む旧式戦艦3隻はイタリア海軍（イタリア共同交戦海軍）籍に復帰し、シチリア島のアウグスタ港で運用された。

### ソ連への引渡し

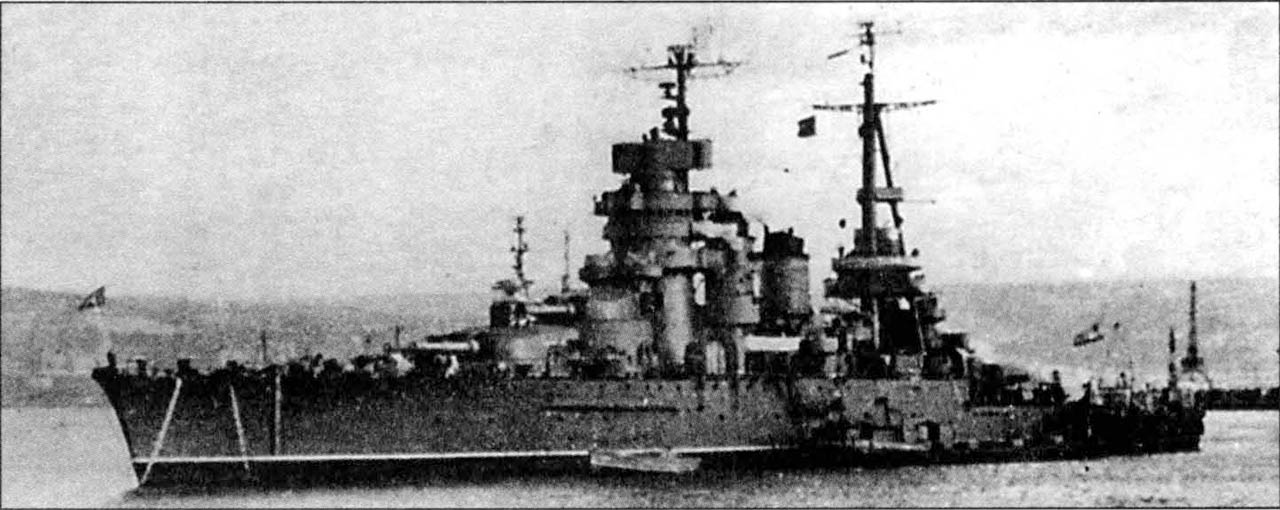
ソ連戦艦「ノヴォロシースク（旧：ジュリオ・チェザーレ）」時代の写真。艦橋の後方に前部マストが装着されるなどしたが、これにより130トンの重量増加となった。

イタリアが降伏すると、ソビエト連邦はイタリア残存艦艇の三分の一を戦利艦として引き渡すよう、連合国に要求した。アメリカ合衆国やイギリスは要求に応じず、自軍の艦艇を貸与する。その一環としてイギリス海軍はR級戦艦のロイヤル・サブリンをソビエト連邦に貸与し、ソビエト海軍は同艦を「アルハンゲリスク」と改名して運用した。だが大戦終結後もソ連は「アルハンゲリスク」を返還しようとしなかった。
1947年（昭和22年）2月に締結されたイタリアと連合国との平和条約 (Treaty of Peace with Italy) で、「ジュリオ・チェザーレ」はソ連への賠償艦とされた。1948年（昭和23年）12月9日にアウグスタへ回航。同年12月15日に除籍。艦名は「Z11」となる。1949年（昭和24年）2月6日にアルバニアのブローレでソ連に引き渡され、「ノヴォロシースク（Новороссийск）」と改名された。なお「ノヴォローシスク」の編入から間もなく、「アルハンゲリスク」（旧ロイヤル・サブリン）はイギリスに返還された。
ソ連海軍時代の艦様の変化は以下の通りである。ソ連製のレーダーを搭載するために、塔型艦橋の背後に前部マストを新設してそこにアンテナを装備した。同時期に機関砲をソ連製の3.7cm機関砲に換装し、連装砲架で6基と、単装砲架で6基を甲板上に装備した。同時に射撃指揮装置もソ連製のものに更新された。艦内では主機関の修理が行われ、老朽化したディーゼル発電機はソ連製の物に交換された。この改造により130トンの重量増加となり、後部マストの高さを低めたが重心が上昇して復元性が悪化した。
1955年（昭和30年）10月29日、「ノヴォロシースク」はセヴァストーポリでの事故で転覆した。1時30分に「ノヴォロシースク」の1番砲塔右舷側の水中で大爆発が発生し、浸水により艦首は沈み、艦自体も右に傾斜した。いったんは傾斜は元に戻されたが、水没していた艦首で再び爆発が発生。停泊時に降ろした錨をそのままに艦尾から曳航しようとして、損傷した艦首部に無理な力をかけるという致命的なミスのため浸水が拡大。左への傾斜が増大し、「ノヴォロシースク」は転覆した。総員退艦が発せられなかったため多くが逃げ遅れ乗員608名に加え、他艦から派遣された者も44名が死亡した。
入港投錨時に錨鎖を引きずり機雷に触れたことが爆発の原因とされる。セヴァストーポリには第二次世界大戦中のドイツ軍の機雷が残っており、実際に事故後の調査でも付近で32個の機雷が発見されている。なお、過去に同艦はこの位置で十回以上停泊しているなど不可解な点が残っていることから、ロシア誌「スプートニク」の1993年3月号において「イタリア海軍の元士官を中心とするグループによって爆破された」とする推測記事が掲載されるなど、いろいろな憶測を呼んでいる。この事故で、海軍総司令官ニコライ・クズネツォフが責任を問われ、解任された。しかしこれはクズネツォフの責任ではなく、ある種の言い掛かりであった。
「ノヴォロシースク」は1956年（昭和31年）2月24日に除籍され、1957年（昭和32年）に浮揚解体された。